# Pikku Palijärvi
Pikku Palijärvi eller Paalijärvet är sjöar i Finland. De ligger i kommunen Eura i landskapet Satakunta, i den sydvästra delen av landet, 170 km nordväst om huvudstaden Helsingfors. Pikku Palijärvi ligger 60 meter över havet. Arean är 10,3 hektar och strandlinjen är 1,57 kilometer lång. Sjön  ingår i Lapinjokis huvudavrinningsområde.   I omgivningarna runt Pikku Palijärvi växer i huvudsak blandskog.